# Cargolet de Carolina
El cargolet de Carolina (Thryothorus ludovicianus) és un ocell de la família dels troglodítids (Troglodytidae) i única espècie del gènere Thryothorus Vieillot, 1816.

## Hàbitat i distribució
Habita boscos caducifolis oberts, zones amb matolls i ciutats des del Canadà sud-oriental i l'est dels Estats Units. a través de Mèxic fins Belize, Guatemala i Nicaragua.

## Taxonomia
L'estatus de les diferents subespècies és incert. El Handbook of the Birds of the World considera la població més meridional una espècie diferent:
- Thryothorus albinucha (Cabot, S, 1847) - cargolet cellablanc.[2]